# ビル・シャンクリー
ビル・シャンクリーOBE（Bill Shankly OBE, 本名:William Shankly OBE, 1913年9月2日 - 1981年9月29日）は、イギリス・イースト・エアシャイア出身の元サッカー選手、サッカー指導者。

## 経歴
現役時代はプレストン・ノースエンドでFAカップ優勝を果たす等の活躍、しかしキャリアの絶長期、第二次世界大戦によりキャリアは妨げられ、戦争終結後のリーグ戦再開後からわずか数年で現役から退いた。
現役引退後は監督業に就き、カーライル・ユナイテッド、ハダーズ・フィールドの監督を経て、1959年、当時2部であったリヴァプールFCの監督に就任。ボブ・ペイズリー、ジョー・フェイガンといった、後にシャンクリーの後継者となる二人をコーチに従え、8年間も2部リーグに在籍するほど低迷していた当時のリヴァプールを就任3年目にして1部リーグへと引き上げた。1964年には昇格2年目にして1部リーグ優勝を果たした。翌1965年にはクラブ史上初となるFAカップを獲得し、完全にリヴァプールを強豪チームに仕立て上げた。国際舞台では、1966年にUEFAカップウィナーズカップで準優勝すると、1971年にはケビン・キーガンを獲得、1973年にはクラブとして初の国際タイトルとなるUEFAカップ優勝を成し遂げた。その後、1974年に2度目となるFAカップ優勝を果たした試合を最後に、勇退した。
低迷していたリヴァプールを立て直して数々のタイトルを獲得し、70年代から80年代にかけての黄金時代の基礎となるチームを作りあげた功績から、OBEの称号が与えられた。またリヴァプールのホームスタジアム、アンフィールドの前にはシャンクリーの銅像と記念碑が建てられている、「シャンクリー・ゲート」と名付けられた門があった。

## エピソード
- リヴァプールFCのホームスタジアム、アンフィールドの選手入場通路には「THIS IS ANFIELD」と綴られた飾り板があるが、これはシャンクリーの発案である[7]（詳しくはアンフィールド#THIS IS ANFIELDを参照）。

## ギャラリー

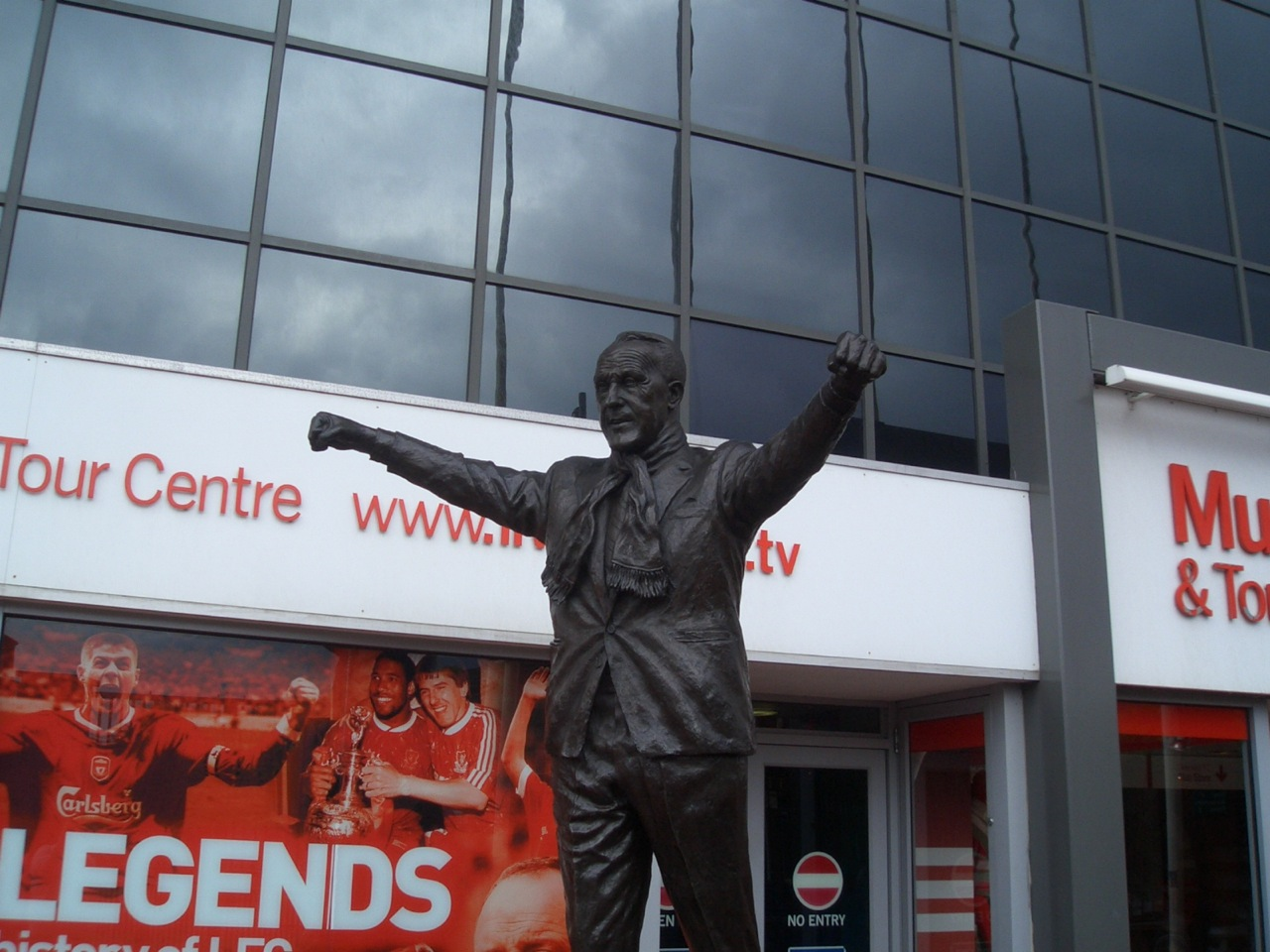
シャンクリーの銅像
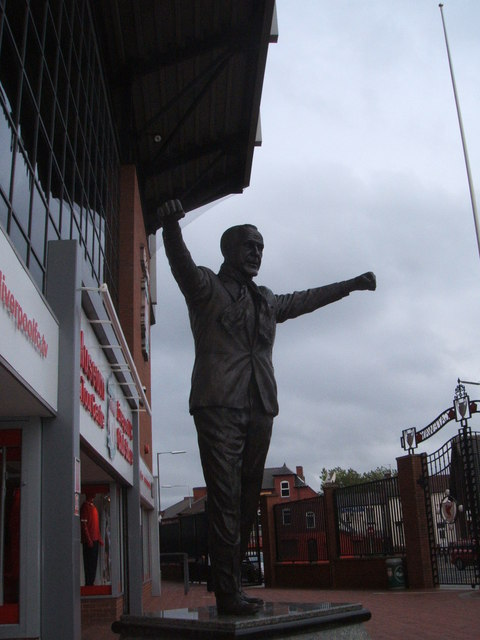
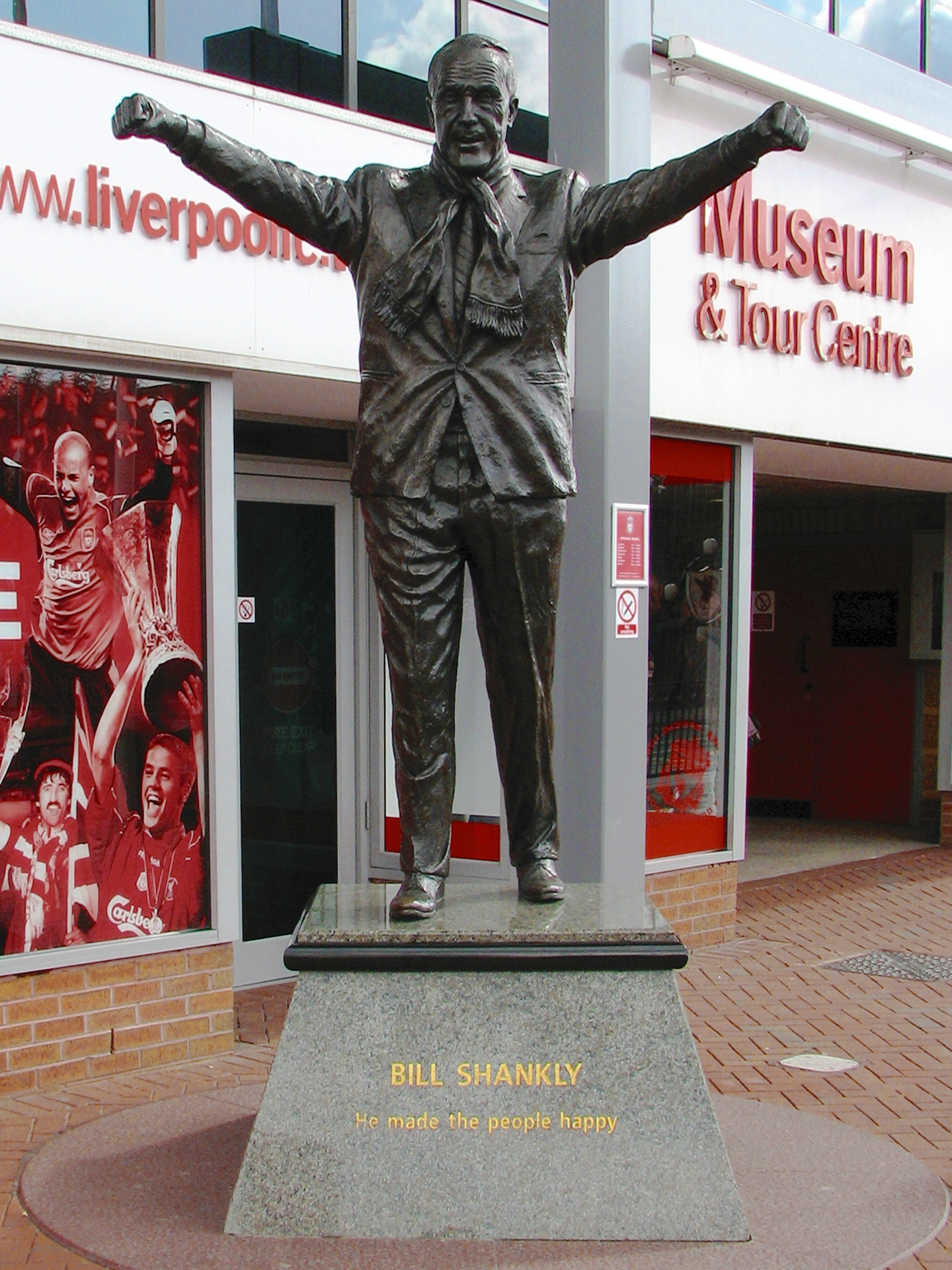
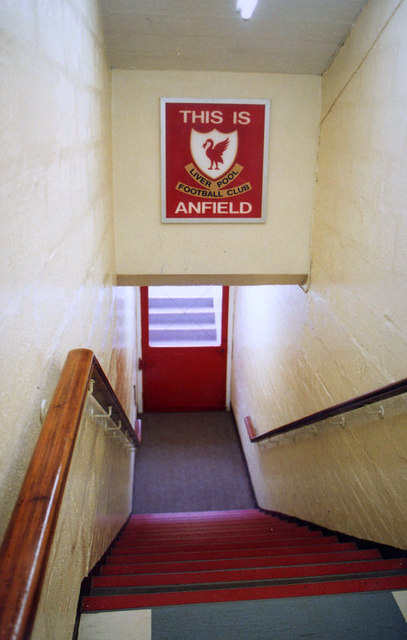
シャンクリー発案による飾り板
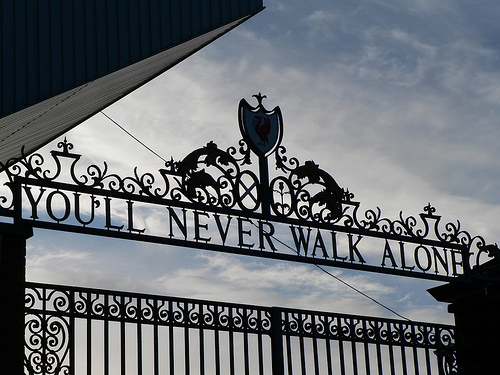
シャンクリー・ゲート。シャンクリーがスコットランド人であることを示すため門飾りにオーバル（楕円）に聖アンデレ十字とオーバルにアザミの花の紋章があしらわれている。

## 獲得タイトル
リヴァプール
- リーグ優勝（1部）　3回　（1963-64, 1965-66, 1972-73）
- リーグ優勝（2部）　1回　（1961-62）
- FAカップ 2回　（1965, 1974）
- UEFAカップ　1回　（1973）
- コミュニティーシールド　3回　（1964, 1965, 1966）

## 関連事項
- ブーツルーム